# 11 décembre 1951
Le mardi 11 décembre 1951 est le 345e jour de l'année 1951.

## Naissances
- Apollo Faye, joueur de basket-ball français
- Bob Cochran, skieur alpin américain
- Hugues Micholet, karatéka français
- József Deme, kayakiste hongrois
- Jacques Anouma, président de la Fédération ivoirienne de football
- Jean-Louis Benoit, athlète français
- Kathrin Altwegg, astrophysicienne et universitaire suisse
- Katica Kulavkova, poétesse et théoricienne de la littérature macédonienne
- Maryse Esterle, sociologue française
- Mazlan Othman, astrophysicienne malaisienne
- Ria Stalman, athlète néerlandaise qui pratiquait le lancer du disque
- Spike Edney, musicien anglais